# Adolfo Consolini
Adolfo Consolini, italijanski atlet * 5. januar 1917, Costermano, Verona, Italija, † 20. december 1969, Milano, Italija.
Consolini je v svoji karieri nastopil na poletnih olimpijskih igrah v letih 1948 v Londonu, 1952 v Helsinkih, 1956 v Melbournu in 1960 v Rimu. Na igrah leta 1948 je osvojil naslov olimpijskega prvaka v metu diska, leta 1952 pa še srebrno medaljo. Na evropskih prvenstvih je osvojil tri zaporedne naslove prvaka v letih 1946, 1950 in 1954. Petnajstkrat je postal italijanski državni prvak v metu diska, v letih 1939, 1941, 1942, 1945, 1949, 1950, 1952, 1953, 1954, 1955, 1956, 1957, 1958, 1959 in 1960. V letih 1941, 1946 in 1948 je trikrat postavil svetovni rekord v metu diska, zadnjič 10. oktobra 1948 z metom 55,33 m.